# Жан Кузен Молодший
Жан Кузен Молодший (фр. Jean Cousin le Jeune) 1522 рік, Санс — 1595 рік, Париж) — французький живописець доби Відродження.

## Біографія
Жан Кузен молодший народився у 1522 році в родині художника Жана Кузена
До 1542 року навчався в Паризькому університеті. Потім набував майстерності художника у батька.
У своїй книзі «Перспектива», опублікованій в 1560 році, Жан Кузен Старший зазначав, що його син працює над другим томом «Livre de Pourtraicture». Незважаючи на певні посилання на Книгу, вперше опубліковану в 1571 році та перевидану в 1589 році, досі жодного примірника не знайдено. З іншого боку, цілком ймовірно, що цей твір був опублікований одразу після смерті двоюрідного брата Молодшого в Парижі в 1595 році Девідом Леклерк, із гравірованими табличками Жана Ле Клерка. Цей твір, який є шедевром анатомічної ілюстрації, був перевиданий кілька разів у 17 столітті. Помер у Парижі в 1595 році.

## Твори
Стиль Кузена молодшого сформувався під впливом живопису батька. Жан виявив великий талант і швидко досяг рівня батька. Роботи батька і сина іноді не можуть розрізнити навіть фахівці. Молодший Жан Кузен, зокрема, працював над вітражами для собору Сен-Етьєна в Сенсі та для Шато де Флеріньї.
Його роботи:
- «Зняття з хреста» (атрибуція)
- «Жульєн де Бріо», 1520, Сен-Жульєн-дю-Со
- «Останній суд», 1530, Вільнев-сюр-Іонн
- «Викрадення Європи», c. 1570, Замок Блуа
- «Страшний суд», c. 1585, Лувр, (походження: ризниця Мінім де Венсенн)